# Soyuz 10
Soyuz 10 fue una misión tripulada de una nave Soyuz 7K-OKS lanzada el 23 de abril de 1971 desde el cosmódromo de Baikonur con tres cosmonautas a bordo.
La misión de Soyuz 10 era reunirse y acoplarse con la estación espacial Salyut 1. Tras el lanzamiento, la nave se acercó a 180 m de la estación en modo automático. Tras fallar el sistema automático de acoplamiento la nave fue acoplada manualmente, pero debido al ángulo de aproximación no se pudo efectuar un acoplamiento completo. La Soyuz estuvo acoplada 5 horas y 30 minutos a la estación durante las que los cosmonautas intentaron acceder a la estación, sin éxito.
La reentrada se planeó para que el aterrizaje tuviese lugar en un área a unos 80 km al suroeste de Karaganda. Durante la reentrada el aire de la cápsula se contaminó, haciendo que uno de los cosmonautas, Rukavishnikov, quedase inconsciente. Tras el aterrizaje se comprobó que los tres cosmonautas estaban bien a pesar del incidente del aire de la cabina.

## Tripulación
- Vladimir Shatalov (Comandante)
- Aleksei Yeliseyev (Ingeniero de vuelo)
- Nikolai Rukavishnikov (Ingeniero de pruebas)

## Tripulación de respaldo
- Alekséi Leónov (comandante)
- Valeri Kubasov (ingeniero de vuelo)
- Pyotr Kolodin (ingeniero de pruebas)

## Tripulación de reserva
- Gueorgui Dobrovolski (comandante)
- Vladislav Vólkov (ingeniero de vuelo)
- Viktor Patsayev (ingeniero de pruebas)